# Сатбуребис-Дасахлеба
Сатбуребис-Дасахлеба (груз. სათბურების დასახლება) — село в Грузии, на территории Горийского муниципалитета края (мхаре) Шида-Картли.

## География
Село находится в центральной части Грузии, на левом берегу Большая Лиахви, на расстоянии приблизительно 3 километров (по прямой) к северо-западу от города Гори, административного центра муниципалитета.

## Население
По результатам официальной переписи населения 2014 года, в Сатбуребис-Дасахлебе проживало 16 человек (6 мужчин и 10 женщин). В национальной структуре населения грузины составляли 93,8 %, осетины — 6,2 %.